# Basketball-Europameisterschaft der Damen 2027
Die Basketball-Europameisterschaft der Damen 2027 (offiziell: EuroBasket Women 2027) ist die 41. Ausgabe des Wettbewerbs. Das Turnier wird von der FIBA Europe organisiert und soll vom 16. bis 27. Juni 2027 in den vier Gastgeberländern Belgien (Antwerpen), Finnland (Espoo), Schweden (Stockholm) und Litauen (Vilnius) stattfinden. Als Spielort der Finalrunde ist Vilnius eingeplant. Nach der EM 2025 ist es das zweite Mal, dass das Turnier in vier Ländern ausgetragen wird.

## Qualifikation
Die Qualifikationsspiele werden in drei Zeitfenstern im November 2025, November 2026 und Februar 2027 ausgetragen.
Die vier Gastgebermannschaften ( Belgien,  Finnland,  Schweden und  Litauen) wurden in die erste Gruppe gesetzt. Sie haben sich bereits für die Endrunde qualifiziert, ihre Spiele zählen aber noch für die FIBA-Weltrangliste.
Die Sieger der acht weiteren Gruppen qualifizieren sich zusammen mit den vier bestplatzierten Gruppenzweiten für die Endrunde. Diese 12 Nationen komplettieren das 16-köpfige Teilnehmerfeld der Europameisterschaft.

## Vorgesehene Austragungsorte
Das Turnier soll in vier Hallen in den vier gastgebenden Städten ausgetragen werden. Jede Vorrundengruppe findet komplett an einem Spielort statt. Die anschließende Finalrunde ist in der litauischen Hauptstadt Vilnius geplant.
| Antwerpen |

| Espoo |

| Stockholm |

| Vilnius |

| Antwerpen |

| Espoo |

| Stockholm |

| Vilnius |